# Quarta riunione degli scienziati italiani
La Quarta riunione degli scienziati italiani fu un incontro dei principali studiosi provenienti dai diversi Stati della penisola italiana svoltosi a Padova nel 1842.

## Aspetti storici
La quarta riunione si svolse a Padova nel 1842 con il consenso delle autorità austriache. Non furono pochi gli scienziati che si videro negare il visto d'ingresso e questa fu probabilmente una delle principali cause che portarono ad un sensibile calo di presenze.

## Sezioni
Il presidente generale fu Andrea Cittadella Vigodarzere; il vicepresidente generale fu Roberto de Visiani.

### Scienze mediche
Fu nominato presidente Giacomo Andrea Giacomini. Furono segretari Alessandro Corticelli e Giambattista Mugna.
Per la sottosezione di Chirurgia fu nominato vicepresidente Giovanni Rossi; il segretario fu Paolo Fario.

### Zoologia e anatomia e fisiologia comparate
Furono nominati presidente Carlo Luciano Bonaparte e vicepresidente Massimiliano Spinola.
Il segretario fu Luigi Masi.

### Botanica e fisiologia vegetale
Furono nominati presidente Giuseppe Moretti e vicepresidente Lorenzo Berlese.
I segretari furono Filippo Parlatore (botanica descrittiva) e Giuseppe Meneghini (fisiologia).

### Geologia, mineralogia e geografia
Furono nominati presidente Lorenzo Pareto e vicepresidente Lodovico Pasini.
I segretari furono Alberto Parolini e Achille De Zigno.

### Fisica, chimica e scienze matematiche
Fu nominato presidente Francesco Orioli.
Per la sottosezione di Fisica e matematica fu nominato vicepresidente Ferdinando Tartini; i segretari furono Giovanni Maria Lavagna e Alessandro Maiocchi.
Per la sottosezione di Chiimca fu nominato vicepresidente Bartolomeo Bizio; il segretario fu Francesco Selmi.

### Agronomia e tecnologia
Furono nominati presidente Francesco Gera e vicepresidente Luigi Parravicini.
I segretari furono Gherardo Freschi e Bonaiuto Paris Sanguinetti.

## Iniziative

### Medaglia commemorativa

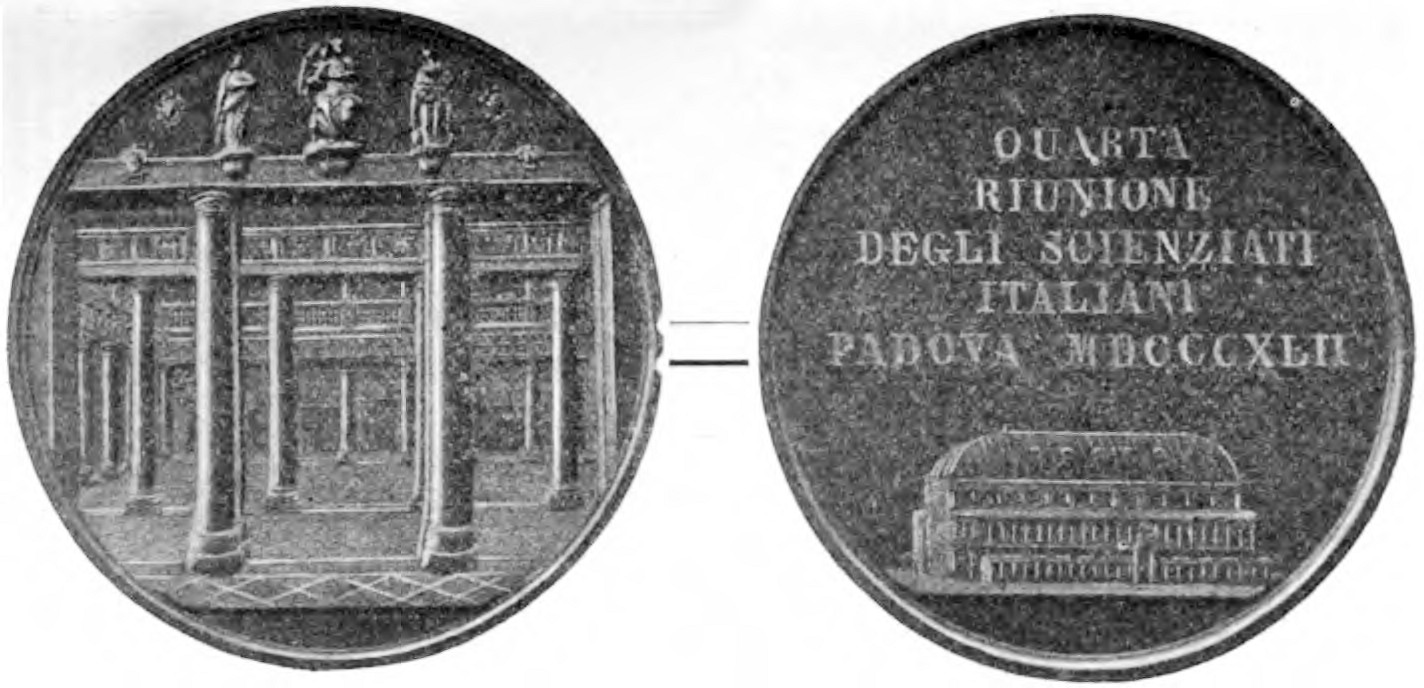
Raffigurazione della medaglia

In occasione della riunione venne distribuita ai partecipanti una medaglia commemorativa.
- Dritto: Anepigrafo. Veduta dell'interno dell'Università di Padova.
Esergo: F. PUTINATI
- Rovescio: Nel campo su cinque righe: QUARTA / RIUNIONE / DEGLI SCIENZIATI / ITALIANI / PADOVA MDCCCXLII Sotto veduta prospettica del Palazzo della Ragione

### Guida di Padova
Agli scienziati venne distribuita la pubblicazione Guida di Padova e della sua provincia pubblicata appositamente per il congresso con ricerche di esperti e illustrazioni del territorio.

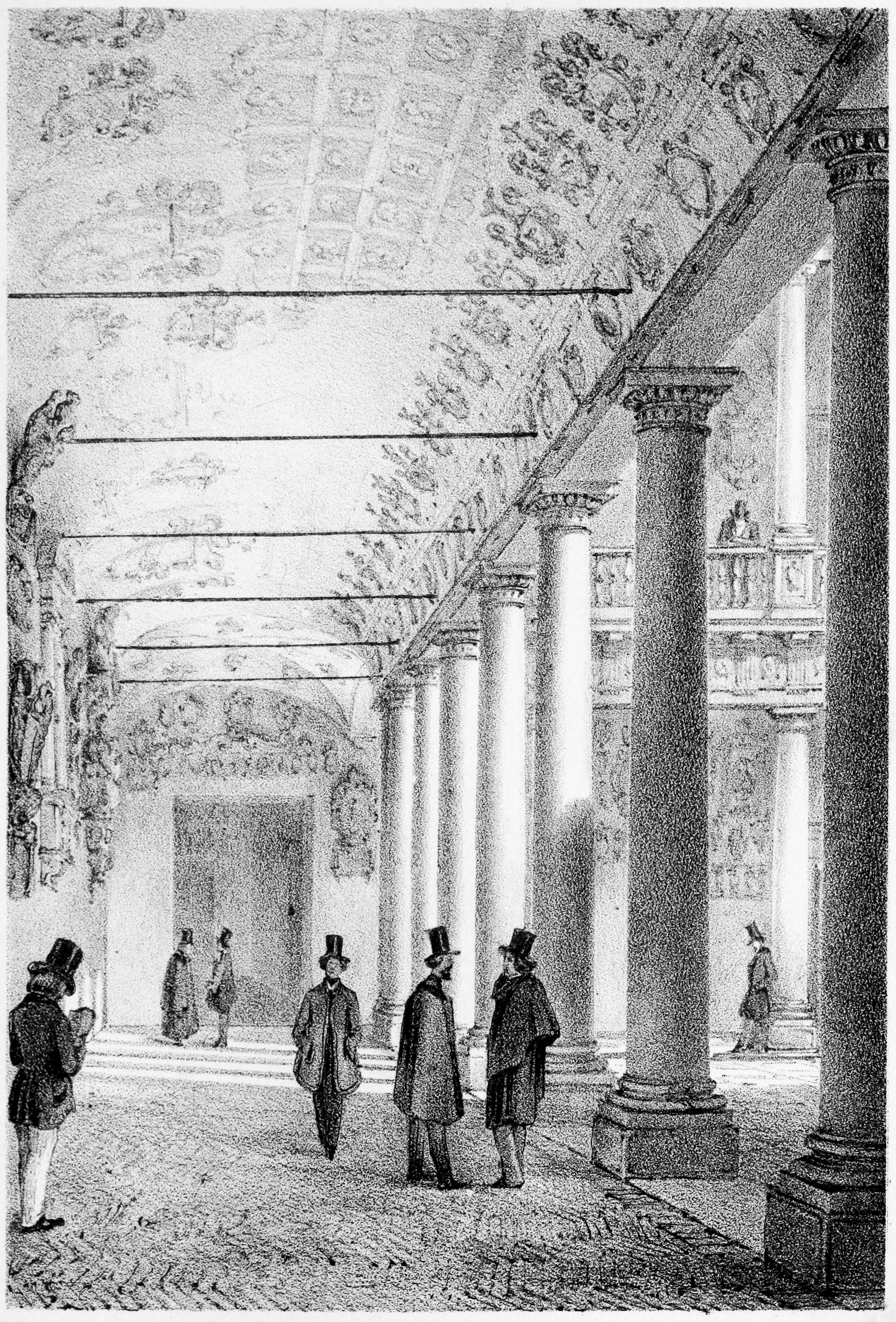
Università di Padova
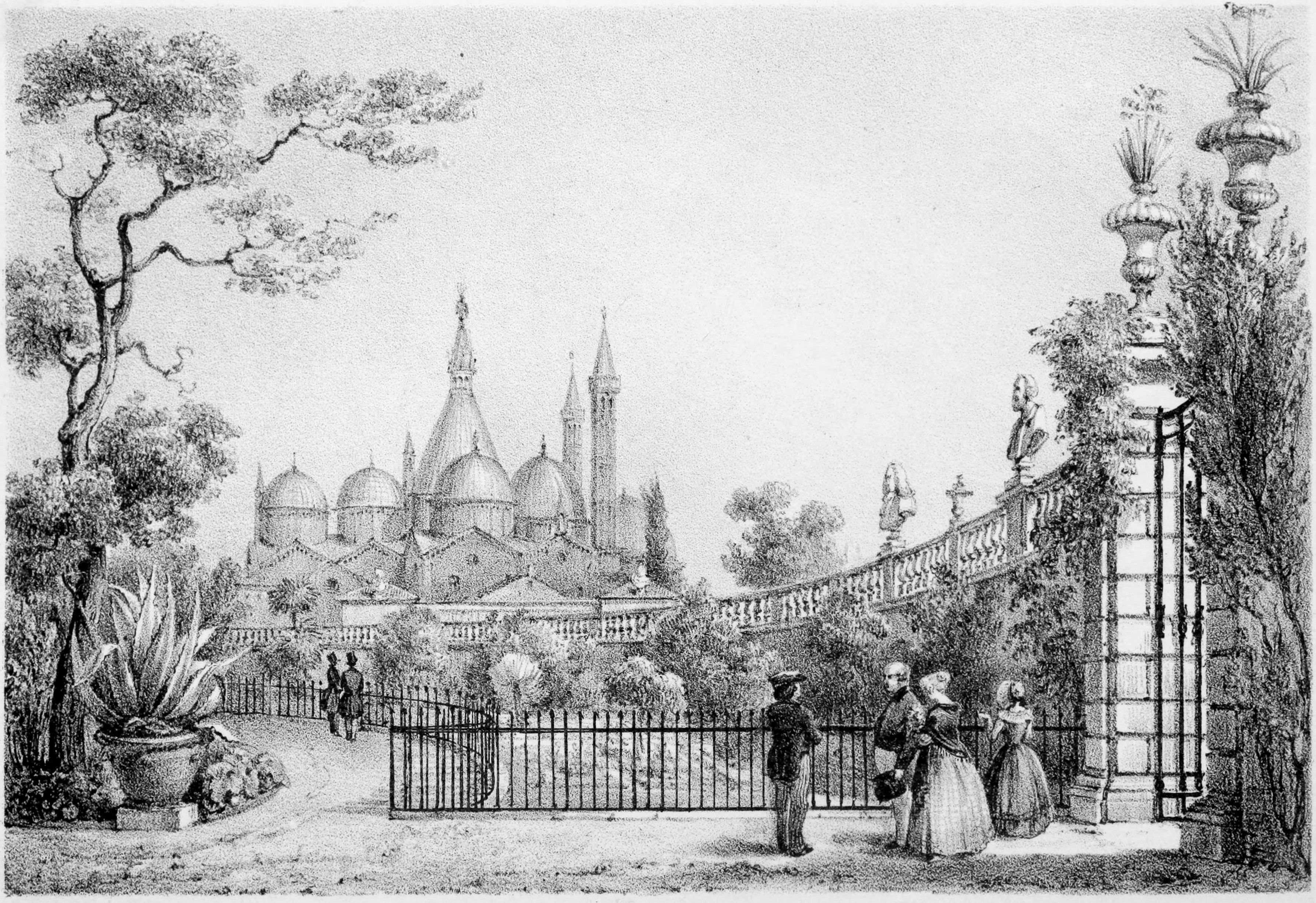
Giardino botanico
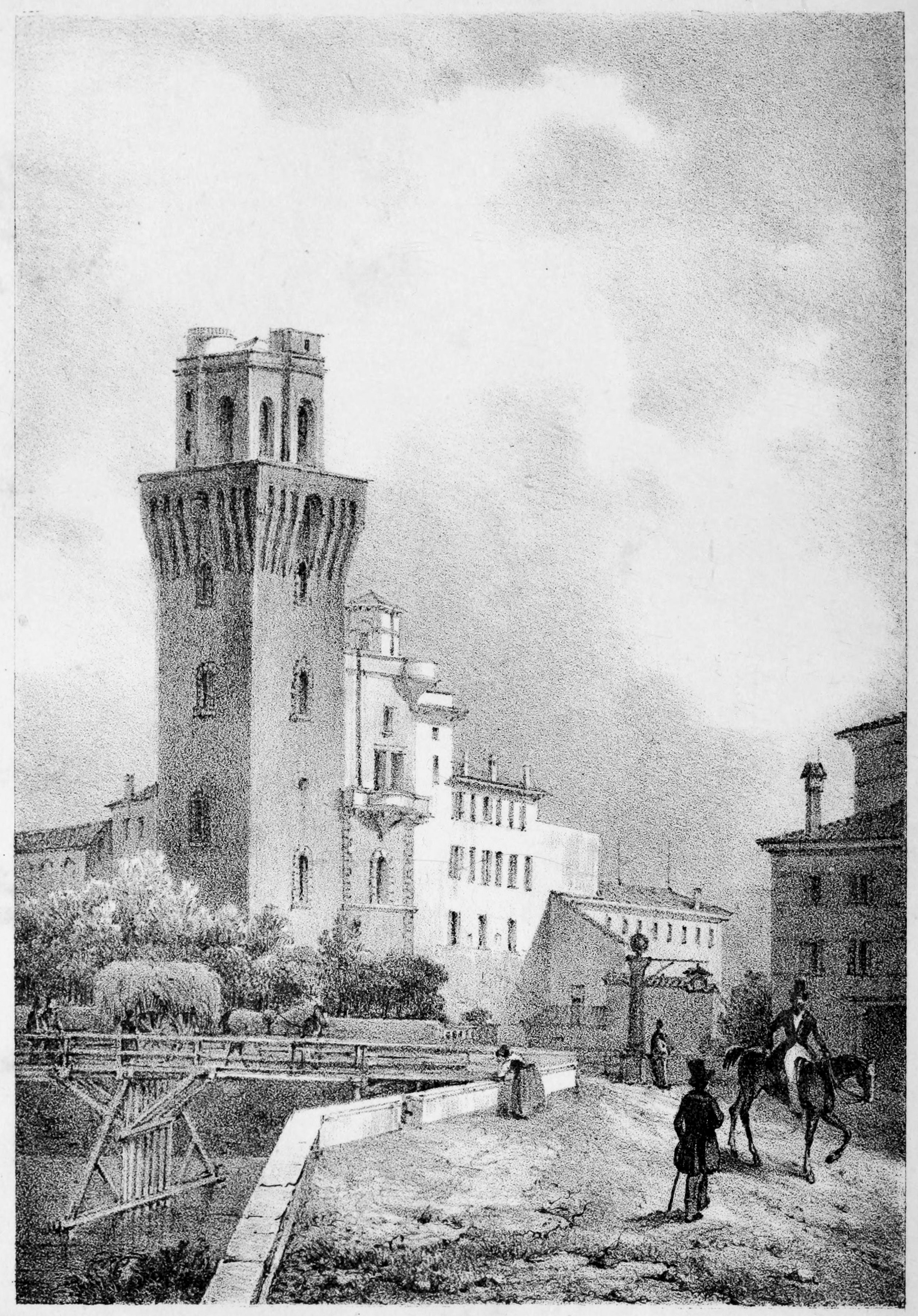
Osservatorio astronomico